# Gare d'Oregon City
La gare d'Oregon City est une gare ferroviaire des États-Unis située à Oregon City en Oregon; Elle est desservie par Amtrak. Il s'agit d'une gare sans personnel.

## Histoire
Elle est mise en service en 2004.

## Service des voyageurs

### Desserte
- Ligne d'Amtrak[1] :
  - Le Cascades: Eugene - Vancouver